# 錢形平次捕物控

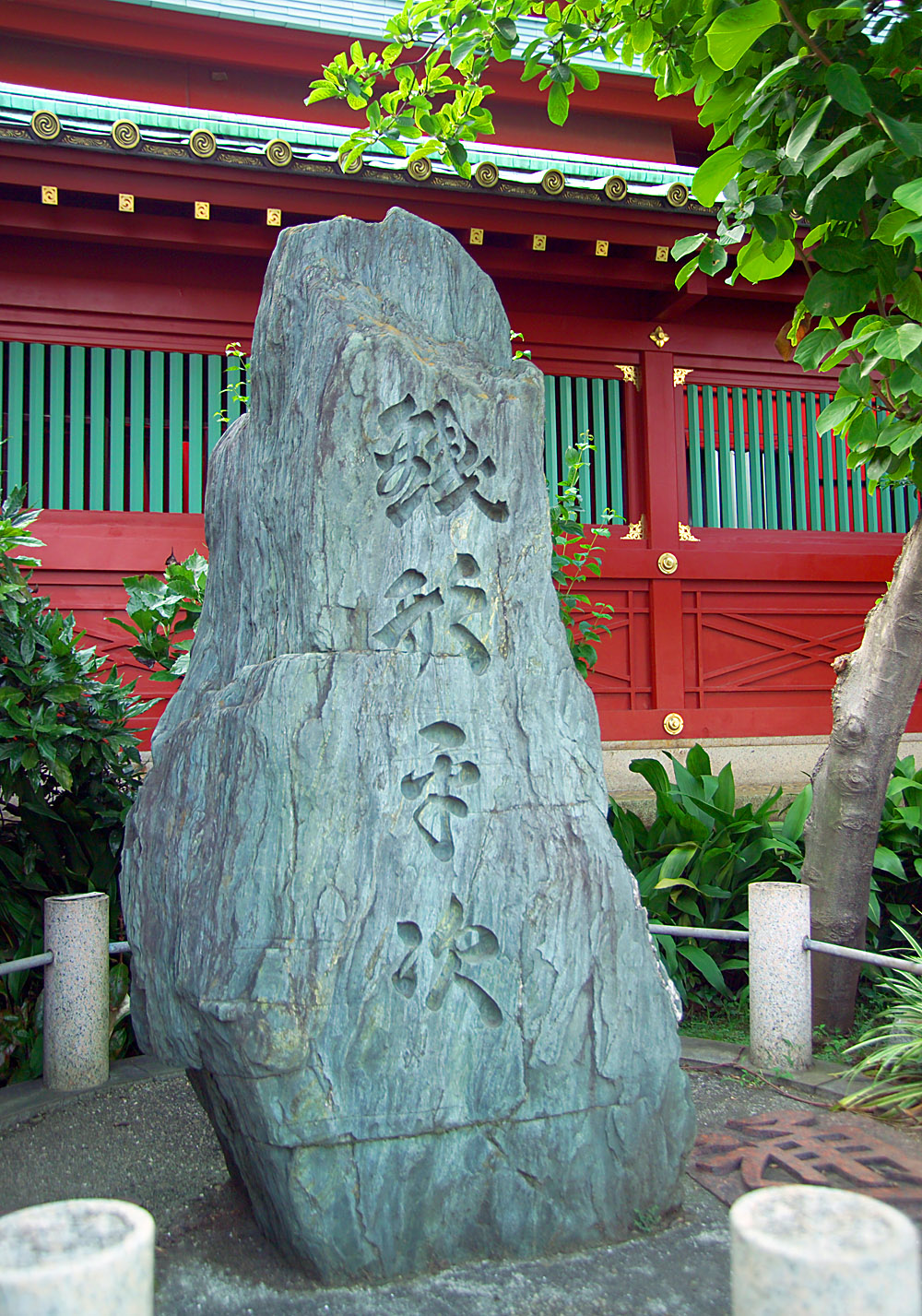
錢形平次之碑（神田明神境內）

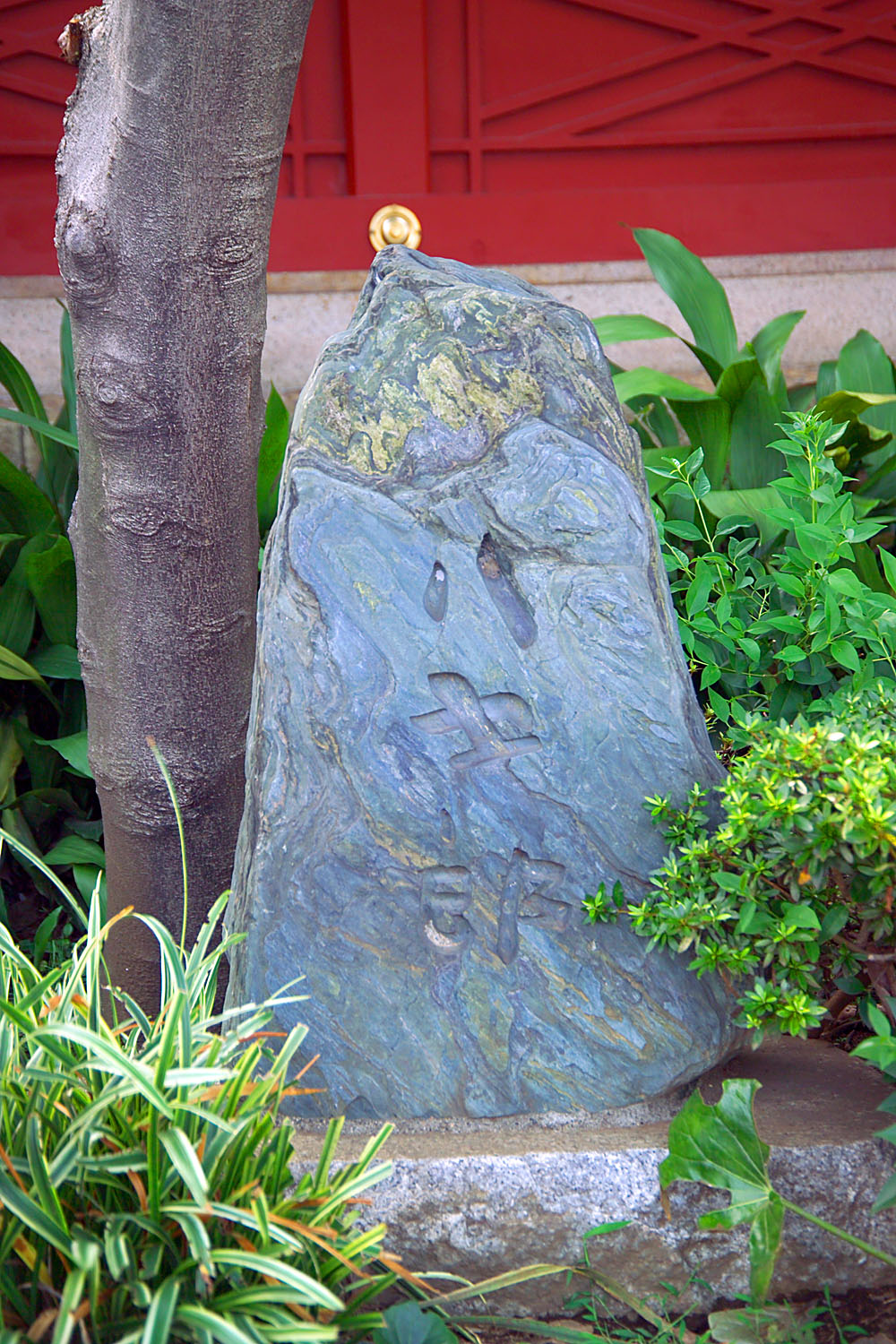
八五郎之碑（神田明神境內）

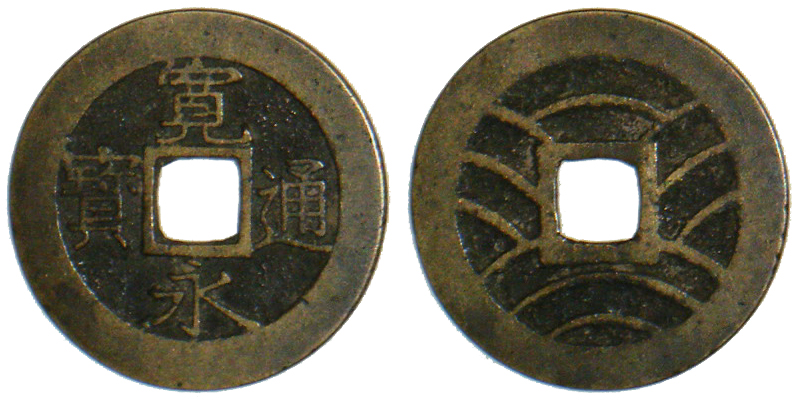
平次在劇中投擲的寛永通寳真鍮當四文錢（十一波）

『錢形平次捕物控』（ぜにがたへいじ とりものひかえ）是野村胡堂的小說、以此小說為原作的電影、電視時代劇、舞台作品。改編作品也有單以『錢形平次』為名。

## 小說
住在神田明神下的岡引平次（通稱錢形平次）和部下八五郎共同以卓越的推理力和使用寬永通寶「投錢」解決事件。和岡本綺堂的『半七捕物帳』並稱最有名的捕物帳，也是具代表性的時代劇作品之一。
作品以江戶時代為舞台，最初是寛永期（1624年 - 1645年、江戶初期），但是，第30話開始改成文化文政期（1804年 - 1830年、江戶後期）。

## 電影
電影版以長谷川一夫主演的作品擁有高人氣，最後系列化，1949年至1961年，全18作公開。

### 長谷川一夫主演系列
- 『錢形平次捕物控 平次八百八町』（1949年）
- 『錢形平次』（1951年）
- 『錢形平次捕物控 恋文道中』（1951年）
- 『錢形平次捕物控 地獄の門』（1952年）
- 『錢形平次捕物控 からくり屋敷』（1953年）
- 『錢形平次捕物控 金色の狼』（1953年）
- 『錢形平次捕物控 幽霊大名』（1954年）
- 『錢形平次捕物控 どくろ駕籠』（1955年）
- 『錢形平次捕物控 死美人風呂』（1956年）
- 『錢形平次捕物控 人肌蜘蛛』（1956年）
- 『錢形平次捕物控 まだら蛇』（1957年）
- 『錢形平次捕物控 女狐屋敷』（1957年）
- 『錢形平次捕物控 八人の花嫁』（1958年）
- 『錢形平次捕物控 鬼火燈篭』（1958年）
- 『錢形平次捕物控 雪女の足跡』（1958年）
- 『錢形平次捕物控 美人蜘蛛』（1960年）
- 『錢形平次捕物控 夜のえんま帳』（1961年）
- 『錢形平次捕物控 美人鮫』（1961年）

## 電視時代劇
電視時代劇有若山富三郎、安井昌二、大川橋藏、風間杜夫、北大路欣也、村上弘明等人飾演平次。
| 題名            | 主演       | 開始      | 終了      | 回數 | 電視台     |
| --------------- | ---------- | --------- | --------- | ---- | ---------- |
| 錢形平次 捕物控 | 若山富三郎 | 1958年    | 1960年    | 103  | KR電視台   |
| 錢形平次 捕物控 | 安井昌二   | 1962年    | 1963年    | 48   | TBS        |
| 錢形平次        | 大川橋藏   | 1966年    | 1984年    | 888  | 富士電視台 |
| 錢形平次        | 風間杜夫   | 1987年    | 1987年    | 37+3 | 日本電視台 |
| 錢形平次        | 北大路欣也 | 1991年    | 1998年    | 88   | 富士電視台 |
| 錢形平次        | 村上弘明   | 2004年4月 | 2004年7月 | 11   | 朝日電視台 |
| 錢形平次        | 村上弘明   | 2005年7月 | 2005年9月 | 9    | 朝日電視台 |

## 關連作品
- 魯邦三世系列 - 錢形幸一是錢形平次的子孫。
- 『超級劍豪傳』 - 錢形機器人。

## 外部連結
- 『銭形平次捕物控001 金色の処女』：旧字旧仮名 （页面存档备份，存于）（青空文庫）